# Ng Wei
Ng Wei (chinesisch 吴蔚, Pinyin Wú Wèi; * 14. Juli 1981 in Jiangsu) ist ein Badmintonspieler aus Hongkong.

## Karriere
Ng Wei gewann 2003 und 2005 Bronze bei den Asienmeisterschaften im Herreneinzel. Bei den Olympischen Spielen 2000, 2004 und 2008 verlor er jeweils sein Auftaktmatch, wobei er mit Ji Xinpeng, Lin Dan und Lee Chong Wei drei Turnierfavoriten zugelost bekommen hatte.

## Erfolge
| Saison | Veranstaltung         | Disziplin    | Platz | Name   |
| ------ | --------------------- | ------------ | ----- | ------ |
| 1997   | Australian Open       | Herreneinzel | 1     | Ng Wei |
| 1998   | Asienmeisterschaft    | Herreneinzel | 5     | Ng Wei |
| 1999   | Brazil International  | Herreneinzel | 1     | Ng Wei |
| 2002   | Swiss Open            | Herreneinzel | 3     | Ng Wei |
| 2003   | Asienmeisterschaft    | Herreneinzel | 3     | Ng Wei |
| 2005   | Asienmeisterschaft    | Herreneinzel | 3     | Ng Wei |
| 2006   | Nationale Titelkämpfe | Herreneinzel | 1     | Ng Wei |
| 2008   | Nationale Titelkämpfe | Herreneinzel | 1     | Ng Wei |